# 上尾市立西中学校
上尾市立西中学校（あげおしりつ にしちゅうがっこう）は、埼玉県上尾市大字今泉にある公立中学校。
また、この学区には上尾市立富士見小学校と上尾市立西小学校がある。

## 部活動

### 運動部
- 野球部（男・女）
- サッカー部（男）
- 陸上部（男・女）
- ソフトテニス部（男・女)
- バレーボール部（女）
- バスケットボール部（男・女）
- バドミントン部（男・女）
- 剣道部（男・女）

### 文化部
- 吹奏楽部
- 美術部
- パソコン部
- スポーツ工芸部

## 生徒会

### 生徒会本部
- 会長
- 副会長
- 書記
- 会計・会計監査
- 議長団

### 中央委員会
- 中央委員

### 専門委員会
- 生活委員会
- 報道委員会
- 保健委員会
- 環境委員会
- 図書委員会
- 体育委員会
- 給食委員会
- 選挙管理委員会（生徒会本部役員選挙時のみ）

## 校歌
- 上尾市立西中学校校歌
  - 作詞:谷川俊太郎　作曲:林光

## 西中生徒勲章
- 私たちは、真実を求めて学びます。
- 私たちは、自分の意見を持ち、自主的に行動します。
- 私たちは、思いやりと優しさのある広い心を持ち、いじめや差別をなくします。
- 私たちは、進んで生徒会活動に参加します。
- 私たちは、憲章の意義をしっかり考え、よりよい西中を創り出します。